# Come funziona l'universo
Come funziona l'universo (How the Universe Works) è un documentario statunitense del 2010 che racconta le funzioni dell'universo. Usando il 3D ed effetti visivi, viene narrato un argomento sull'universo (ad esempio l'origine dell'universo, formazione ed evoluzione del sistema solare e l'origine e comportamento della vita) con approfondimenti scientifici da scienziati della NASA. Ha debuttato il 25 aprile 2010 su Discovery Channel negli Stati Uniti e dalla seconda stagione e tutte le altre stagioni vanno in onda su Science Channel. In Italia è andato in onda su Focus e DMAX. Il narratore originale è Mike Rowe in tutte le stagioni tranne la seconda e la ottava e Erik Todd Dellums nella seconda, ottava, quinta e sesta stagione. Il narratore italiano è Francesco Bulckaen.
Il 30 dicembre 2019 venne annunciato che l'ottava stagione avrebbe debuttato il 2 gennaio 2020. La nona stagione iniziò il 24 marzo 2021. La decima stagione iniziò il 6 marzo 2022. L'undicesima stagione iniziò il 5 marzo 2023.

## Episodi
| Stagione | Episodi | Prima TV originale | Rete originale    |
| -------- | ------- | ------------------ | ----------------- |
| 1        | 8       | 2010               | Discovery Channel |
| 2        | 8       | 2012               | Science Channel   |
| 3        | 9       | 2014               | Science Channel   |
| 4        | 8       | 2015               | Science Channel   |
| 5        | 9       | 2016-2017          | Science Channel   |
| 6        | 10      | 2018               | Science Channel   |
| 7        | 10      | 2019               | Science Channel   |
| 8        | 9       | 2020               | Science Channel   |
| 9        | 11      | 2021               | Science Channel   |
| 10       | 6       | 2022               | Science Channel   |
| 11       | 5       | 2023               | Science Channel   |

### Stagione 1 (2010)
| n° | Titolo originale | Titolo italiano  | Prima TV originale |
| -- | ---------------- | ---------------- | ------------------ |
| 1  | Big Bang         | Il Big Bang      | 25 aprile 2010     |
| 2  | Black Holes      | I buchi neri     | 2 maggio 2010      |
| 3  | Galaxies         | Le galassie      | 10 maggio 2010     |
| 4  | Stars            | Le stelle        | 10 maggio 2010     |
| 5  | Supernovas       | Supernove        | 17 maggio 2010     |
| 6  | Planets          | I pianeti        | 17 maggio 2010     |
| 7  | Solar Systems    | I sistemi solari | 24 maggio 2010     |
| 8  | Moons            | Le lune          | 24 maggio 2010     |

### Stagione 2 (2012)
| n° | Titolo originale                        | Titolo italiano | Prima TV originale |
| -- | --------------------------------------- | --------------- | ------------------ |
| 1  | Volcanoes - The Furnaces of Life        |                 | 11 luglio 2012     |
| 2  | Megastorms - The Winds of Creation      |                 | 18 luglio 2012     |
| 3  | Exoplanets - Planets from Hell          |                 | 25 luglio 2012     |
| 4  | Megaflares - Cosmic Firestorms          |                 | 1 agosto 2012      |
| 5  | Extreme Orbits - Clockwork and Creation |                 | 8 agosto 2012      |
| 6  | Comets - Frozen Wanderers               |                 | 15 agosto 2012     |
| 7  | Asteroids - Worlds that Never Were      |                 | 22 agosto 2012     |
| 8  | Birth of the Earth                      |                 | 29 agosto 2012     |

### Stagione 3 (2014)
| n° | Titolo originale                      | Titolo italiano            | Prima TV originale |
| -- | ------------------------------------- | -------------------------- | ------------------ |
| 1  | Journey from the Center of the Sun    | Viaggio al centro del sole | 9 luglio 2014      |
| 2  | The End of the Universe               | La fine dell'universo      | 16 luglio 2014     |
| 3  | Jupiter: Destroyer or Savior?         | Giove                      | 23 luglio 2014     |
| 4  | First Second of the Big Bang          | Il primo secondo           | 30 luglio 2014     |
| 5  | Is Saturn Alive?                      | Saturno                    | 6 agosto 2014      |
| 6  | Weapons of Mass Extinction            | Estinzione                 | 13 agosto 2014     |
| 7  | Did a Black Hole Build the Milky Way? | La Via Lattea              | 20 agosto 2014     |
| 8  | Our Voyage to the Stars               | Tra le stelle              | 27 agosto 2014     |
| 9  | The Search for a Second Earth         | Una nuova terra            | 3 settembre 2014   |

### Stagione 4 (2015)
| n° | Titolo originale                | Titolo italiano                     | Prima TV originale |
| -- | ------------------------------- | ----------------------------------- | ------------------ |
| 1  | How the Universe Built Your Car | L'universo in auto                  | 14 luglio 2015     |
| 2  | Earth, Venus's Evil Twin        | Terra: la gemella cattivo di Venere | 21 luglio 2015     |
| 3  | Monster Black Hole              | Buchi neri                          | 28 luglio 2015     |
| 4  | Edge of the Solar System        | Sul ciglio del Sistema Solare       | 4 agosto 2015      |
| 5  | Dawn of Life                    | L'origine della vita                | 11 agosto 2015     |
| 6  | Secret History of the Moon      | La storia segreta della Luna        | 18 agosto 2015     |
| 7  | The First Oceans                | I primi oceani                      | 25 agosto 2015     |
| 8  | Forces of Mass Constructions    | La creazione dell'universo          | 1 settembre 2015   |

### Stagione 5 (2016-2017)
| n° | Titolo originale                 | Titolo italiano                 | Prima TV originale |
| -- | -------------------------------- | ------------------------------- | ------------------ |
| 1  | Most Amazing Discoveries         |                                 | 22 novembre 2016   |
| 2  | Mystery of Planet 9              | Il mistero del pianeta 9        | 29 novembre 2016   |
| 3  | Black Holes: The Secret Origin   | Le origini dei buchi neri       | 6 dicembre 2016    |
| 4  | Secret History of Pluto          | La storia segreta di Plutone    | 3 gennaio 2017     |
| 5  | Stars That Kill                  | Le stelle killer                | 10 gennaio 2017    |
| 6  | The Universe's Deadliest         | I luoghi peggiori dell'universo | 17 gennaio 2017    |
| 7  | Life and Death on the Red Planet | Vita e morte sul pianeta rosso  | 24 gennaio 2017    |
| 8  | The Dark Matter Enigma           | L'invisibile materia oscura     | 31 gennaio 2017    |
| 9  | Strangest Alien Worlds           | I più strani mondi alieni       | 7 febbraio 2017    |

### Stagione 6 (2018)
| n° | Titolo originale                         | Titolo italiano            | Prima TV originale |
| -- | ---------------------------------------- | -------------------------- | ------------------ |
| 1  | Are Black Holes Real?                    |                            | 9 gennaio 2018     |
| 2  | Twin Suns: The Alien Mysteries           | Il mistero dei due soli    | 16 gennaio 2018    |
| 3  | Dark History of the Solar System         | Storia oscura              | 23 gennaio 2018    |
| 4  | Death of the Milky Way                   | La morte della Via Lattea  | 30 gennaio 2018    |
| 5  | Uranus & Neptune: Rise of the Ice Giants | Urano e Nettuno            | 6 febbraio 2018    |
| 6  | Secret History of Mercury                | Mercurio                   | 13 febbraio 2018   |
| 7  | The Quasar Enigma                        | I Quasar                   | 20 febbraio 2018   |
| 8  | Strange Lives of Dwarf Planets           | Strani pianeti             | 27 febbraio 2018   |
| 9  | War on Asteroids                         | Guerra agli asteroidi      | 6 marzo 2018       |
| 10 | Mystery of Spacetime                     | Viaggio nello spazio-tempo | 13 marzo 2018      |

### Stagione 7 (2019)
| n° | Titolo originale                | Titolo italiano                   | Prima TV originale |
| -- | ------------------------------- | --------------------------------- | ------------------ |
| 1  | Nightmares of Neutron Stars     | Stelle di neutroni                | 8 gennaio 2019     |
| 2  | When Supernovas Strike          | Supernovae                        | 15 gennaio 2019    |
| 3  | The Interstellar Mysteries      | Misteri                           | 22 gennaio 2019    |
| 4  | How Black Holes Made Us         | I buchi neri                      | 29 gennaio 2019    |
| 5  | Secret World of Nebulas         | Le nebulose                       | 5 febbraio 2019    |
| 6  | Did the Big Bang Really Happen? | Il Big Bag è realmente accaduto?  | 12 febbraio 2019   |
| 7  | Battle of the Dark Universe     | La battaglia della materia oscura | 19 febbraio 2019   |
| 8  | Hunt for Alien Life             | A caccia di vita aliena           | 26 febbraio 2019   |
| 9  | Finding the New Earth           | Cercando la nuova terra           | 5 marzo 2019       |
| 10 | Cassini's Final Secrets         | Cassini                           | 12 marzo 2019      |

### Stagione 8 (2020)
| n° | Titolo originale                     | Titolo italiano                 | Prima TV originale |
| -- | ------------------------------------ | ------------------------------- | ------------------ |
| 1  | Asteroid Apocalypse - The New Threat | Asteroidi: la nuova minaccia    | 2 gennaio 2020     |
| 2  | NASA's Journey to Mars               | La Nasa su Marte                | 9 gennaio 2020     |
| 3  | Hunt for Alien Evidence              | Alla ricerca di prove           | 16 gennaio 2020    |
| 4  | Death of the Last Stars              | Apocalisse stellare             | 23 gennaio 2020    |
| 5  | Secrets of Time Travel               | I segreti del viaggio nel tempo | 30 gennaio 2020    |
| 6  | When NASA Met Jupiter                | La Nasa incontra Giove          | 6 febbraio 2020    |
| 7  | Edge of the Universe                 | Ai confini dell'Universo        | 13 febbraio 2020   |
| 8  | Monsters of the Milky Way            | Il cuore della Via Lattea       | 20 febbraio 2020   |
| 9  | Earth's Death Orbit                  | Un viaggio cosmico              | 27 febbraio 2020   |
| 10 | How To Build A Planet                | Come costruire un Pianeta       | 21 dicembre 2020   |
| 11 | Moon                                 | La storia della Luna            | 11 gennaio 2021    |

### Stagione 9 (2021)
| n° | Titolo originale             | Titolo italiano              | Prima TV originale |
| -- | ---------------------------- | ---------------------------- | ------------------ |
| 1  | Journey to a Black Hole      | Viaggio nel buco nero        | 24 marzo 2021      |
| 2  | Mission to a Comet           | Missione cometa              | 31 marzo 2021      |
| 3  | Secrets of the Sun           | Scoprendo il Sole            | 7 aprile 2021      |
| 4  | Aliens of the Microcosmos    | Il microcosmo                | 14 aprile 2021     |
| 5  | Curse of the White Dwarf     | Nane bianche                 | 21 aprile 2021     |
| 6  | War of the Galaxies          | Scontro tra galassie         | 28 aprile 2021     |
| 7  | The Next Supernova           | La prossima supernova        | 5 maggio 2021      |
| 8  | Secret Lives of Neutrinos    | La vita segreti dei neutrini | 12 maggio 2021     |
| 9  | Birth of Monster Black Holes | Viaggio nel buco nero        | 19 maggio 2021     |
| 10 | Gravitational Waves Revealed | Le onde gravitazionali       | 26 maggio 2021     |
| 11 | Mystery of Alien Worlds      | Mondi alieni                 | 2 giugno 2021      |

### Stagione 10 (2022)
| n° | Titolo originale               | Titolo italiano                  | Prima TV originale |
| -- | ------------------------------ | -------------------------------- | ------------------ |
| 1  | Secrets of the Cosmic Web      | I segreti della rete cosmica     | 6 marzo 2022       |
| 2  | Curse of the Cosmic Rays       | La maledizione dei raggi cosmici | 13 marzo 2022      |
| 3  | Hunt for Dark Matter           | Disastri terrestri               | 21 marzo 2022      |
| 4  | Dark History of Earth          | La materia oscura                | 28 marzo 2022      |
| 5  | Hunt for the Universe's Origin | L'origine dell'Universo          | 3 aprile 2022      |
| 6  | Voyager's Ultimate Mission     | La missione finale di Voyager    | 10 aprile 2022     |

### Stagione 11 (2023)
| n° | Titolo originale                   | Titolo italiano        | Prima TV originale |
| -- | ---------------------------------- | ---------------------- | ------------------ |
| 1  | The Moons of Saturn                | Le lune di saturno     | 5 marzo 2023       |
| 2  | A Robot's Guide to Mars            | Viaggio su Marte       | 12 marzo 2023      |
| 3  | Most Violent Event in the Universe | L'origine dell'energia | 19 marzo 2023      |
| 4  | Countdown to Catastrophe           | Verso la catastrofe    | 26 marzo 2023      |
| 5  | Solar System Special               | Il sistema solare      | 2 aprile 2023      |

## Trasmissione
Il documentario è andato in onda dal 2010 negli Stati Uniti su Discovery Channel durante la prima stagione. Dalla seconda stagione, va in onda su Science Channel. In Italia, è andato in onda su Focus dal 16 settembre 2013. Dal 14 maggio 2018, va in onda anche su DMAX.

## Edizioni home video
La prima stagione è stata rilasciata in Blu-ray il 28 febbraio 2012. La versione Blu-ray fu creata anche per altre stagioni. Furono creati anche DVD del documentario.

## Accoglienza
Il documentario ha una valutazione di 8,9/10 su IMDb.